# エアフィックス

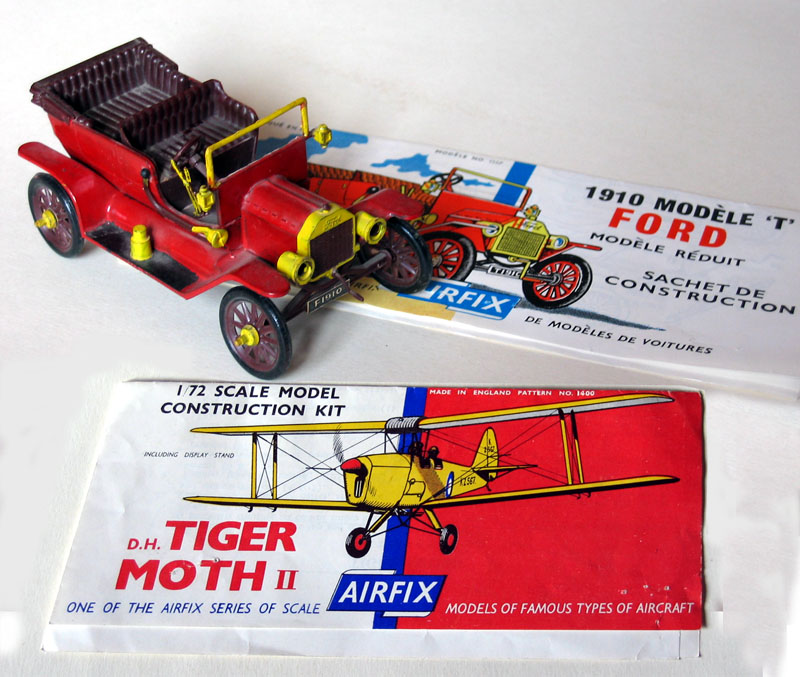
エアフィックス製 1957年製造のプラモデル

エアフィックス (Airfix) は、イギリスの模型メーカーで、1981年に倒産後ハンブロールなどの傘下を経て2007年よりホーンビィの傘下にある。主に航空機や自動車・軍用車両、船などのプラモデルを扱っている。

## 概要
1939年にイギリスで創業し、当初は玩具を製造していたが、第二次世界大戦後にプラモデルの製造に参入した。プラモデルへの参入で売り上げは急増し、その後、さまざまな分野の玩具・模型のメーカーを買収し規模を拡大したが、1981年に破産した。その後はハンブロールなどを経て鉄道模型メーカーのホーンビィの傘下に入った。
現在は主にプラモデルのブランドとなっており、航空機や自動車・軍用車両、船、宇宙船、ミリタリーフィギュア・ヒストリカルフィギュアなど多種多様な製品を製造している。

## 歴史

### 創業期
1939年、ハンガリー系ユダヤ人のニコラス・コーヴ (Nicholas Kove) がイギリスのロンドンで創業し、当初はゴム風船などの玩具を製造した。社名は、当時の玩具カタログのメーカーリストで最初に掲載される「A」から始まり、「空気でふくらませた（filled with air）」に、当時社名の最後に入れると成功すると言われたixを加え、Air+Fill+ix= Airfix となったものである。その後は第二次世界大戦の影響で企業活動は低迷したが、1947年に射出成形機を購入し、プラスチック製の子供向けの櫛を製造した。
1949年、農機具メーカーのファーガソンからトラクター販売の販促品として、同社製のTE20型トラクターを模型化する依頼を受け、当時開発された新素材の酢酸セルロースで製造し、納入した。後に金型製造コストの償却のため、イギリスの雑貨チェーン店ウールワース (Woolworth ) で組み立て玩具として販売された。この時の製造ノウハウは後のプラモデル製造・販売に活かされることとなる。
1954年、ウールワースのバイヤーの提案で、イングランド王国の帆船ゴールデン・ハインドのプラモデルを、酢酸セルロースに代えてポリスチレンで製造した。価格を抑えるために、それまでは紙の箱に入れられていたものを、紙のタグとビニール袋入りのものに変更した (写真参照) 。これはアメリカでボトルシップ用に売られ、売り上げが急増したため自社開発の余裕が出てきた。そして1955年にアメリカのプラモデルメーカーであるオーロラが発売していた、1/48スケールのスピットファイアMk.Vを参考にして、1/72スケールのスピットファイアMk.IXを発売した。

### 発展期
1950年代から1960年代に掛けては、第二次世界大戦に関する戦記映画やTVドラマなどの映像化作品が世界的に人気のある時代であり、登場する兵器などが、1/72や1/48スケールでリアルなスケールモデルとして活発に製品化された。適度なデフォルメと彫刻が施されたプラモデルは注目を集め、エアフィックスは戦車・航空機・艦船などの模型化を積極的に行い、世界各地のホビー玩具市場へと輸出し、莫大な利益を得た。
エアフィックスは製品の更なる充実を図るため、ビンテージカー、帆船、オートバイ、鉄道車両、ウォーゲーム用ミリタリーフィギュアなど、多彩な種類の製品化を行った。ボックスアートも、収集欲を持たせる絵物語風に描かれた魅力のあるイラストが採用された。1971年にはイギリスの輸出産業に貢献した企業として、クイーンズ賞を受賞する栄誉を受ける。
1970年中期から、エアフィックスは他の玩具メーカーの買収など行い、プラモデルからトイ玩具、フィギュアモデルなど総合的な玩具製造・販売メーカーとしてイギリスでNo.1の企業となった。愛好者向けの模型雑誌「エアフィックスマガジン」の創刊に携わり、プラモデルを玩具的な扱いから時間を掛けて楽しむ工作・趣味の一つとして提案し、普及に貢献した。
同時期に大型スケールモデルのキット化にも着手し、1/24スケールのスピットファイアなど、金型の射出成型機の高性能化により精密さを増した、ミュージアムアイテムに匹敵する大スケールキットは、エアフィックスの設計・製品化技術が円熟期の製品である。この時期、世界的にもアメリカのレベル、モノグラムや、イタリアのイタレリなどの大手模型メーカーに並ぶホビー業界のリーディングカンパニーとなった。「田宮模型 (現・タミヤ) 」会長・田宮俊作は、当時エアフィックスを近い将来に追いつき追い越す指標としたことを自著で述べている。

### 倒産・ハンブロール傘下へ
1980年代に入り、テレビゲームなどの新しい分野の玩具市場の急成長による子供の趣味の多様化から、従来のトイ玩具部門の経営が悪化した。堅調な販売が続いていたプラモデル部門では収益を上げていたものの、トイ玩具部門の多額の赤字が経営を圧迫し、1981年1月に破産した。
エアフィックスはアメリカの模型メーカーMPCのオーナーであったゼネラルミルズに買収され、模型の金型はフランスに移された。その後、エアフィックスの航空機のキットはアメリカでMPCのブランドで販売され、同様にMPCの自動車やスター・ウォーズ関連のキットがエアフィックスから販売された。4年後、ゼネラルミルズは本業の食品製造に専念するために模型市場から撤退したため、エアフィックスは1986年にイギリスの模型用塗料メーカーのハンブロールに買収され、その傘下で新たな活動を始めた。会社の規模は以前に比べて縮小したが、過去の莫大な金型の資産が残っているエアフィックスは、現代風にアレンジしたボックスアート箱で多くの製品を再生産し、新規金型での開発も再開した。また、同じくハンブロールの傘下に入ったフランスエレールの金型を使用した製品も加わった。

### ハンブロールの終焉・ホーンビィ傘下へ
2006年8月31日、ハンブロールが経営悪化のため破綻し、全従業員41人が解雇されたことがマスメディアに発表された。解雇された従業員の中の31人がハンブロールの残務処理・管理を始めたことも続けて発表となる。同年9月2日には、イギリスの鉄道模型メーカーであるホーンビィがエアフィックスの買収に関心があるとロイター通信からコメントが発表された。イギリスに過去存在した老舗模型ブランド「フロッグ」のように消滅するか、他社へ買収され「エアフィックス」ブランドは再興されるのか、世界中のモデラーが注視した。
2006年11月10日、ホーンビィは、エアフィックスおよびハンブロールの資産を260万ポンドで取得する契約を交わしたことを発表。両ブランドの製品は同社を通じて製造・販売されることとなった。2007年以降は、旧製品の再生産だけではなく、積極的な新製品の開発と他社からのOEM製品の導入により製品の拡充を図っている。

## 製品

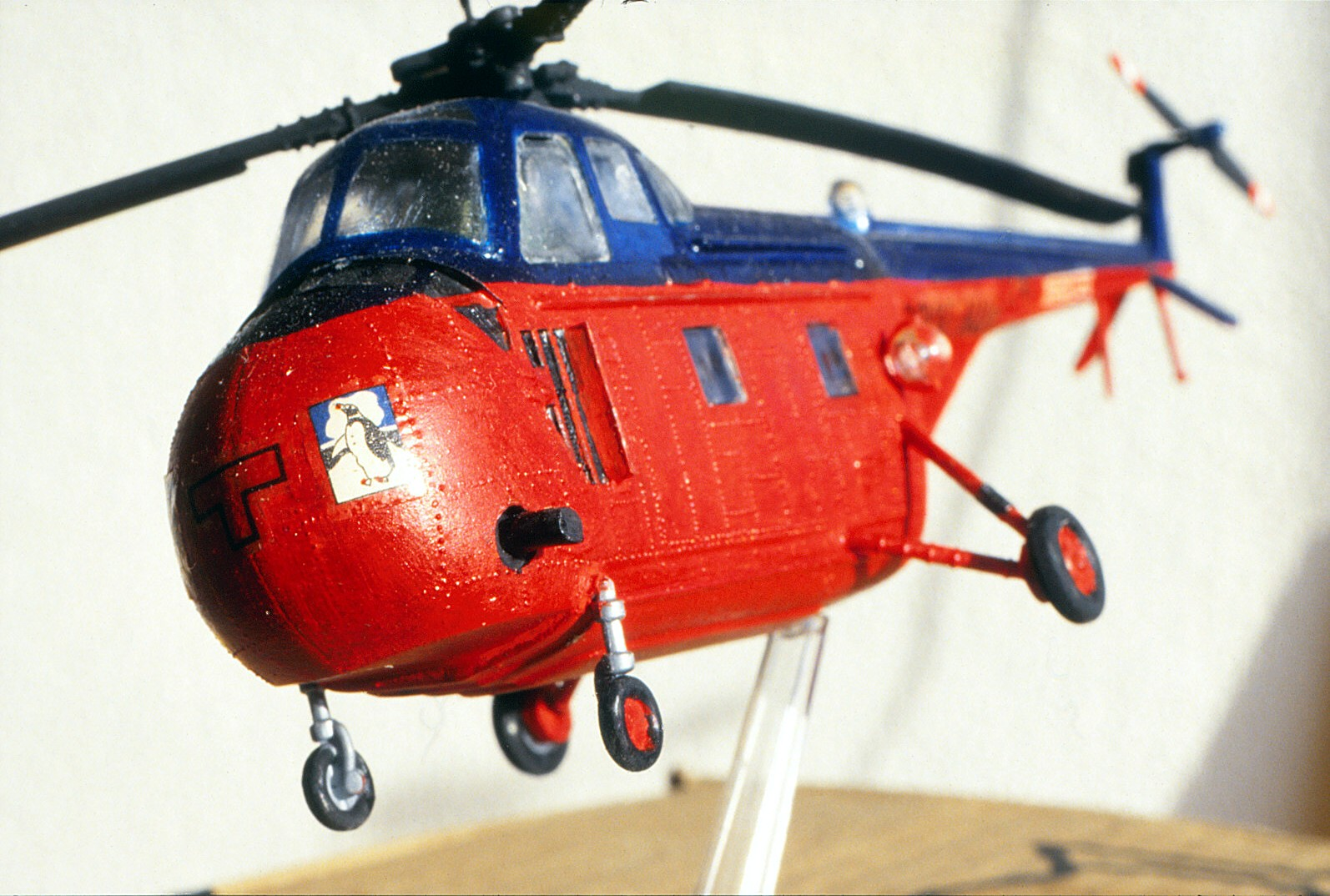
1/72スケール ウェストランド ホワールウィンド

### スケールモデル

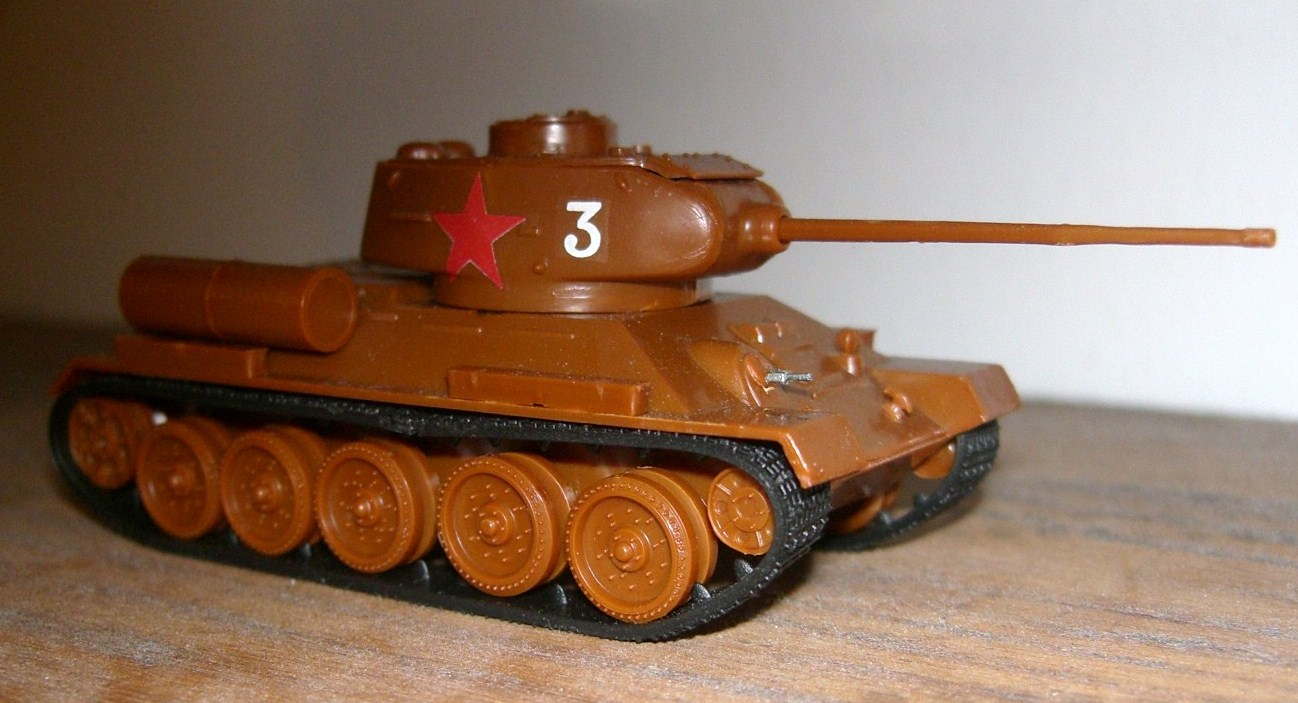
1/76スケール T-34

1/24、1/48、1/72、1/144スケール 飛行機シリーズ
エアフィックスを象徴するスケールモデル。1960年代から1970年代に主に1/72スケールで数多くのアイテムが製品化され、世界中に輸出された。第二次世界大戦機を中心に、第一次世界大戦機から現用機まで網羅し、試作機や非常にマイナーな機種も含んでいる。
ヤスリがけや研磨に向かない柔らかい材質と、透明部品の質の低さは同社の製品に共通する特徴であり、さらに、甘いモールドやパーツの合いの悪さなども加わり、現在の目で見ると見劣りする部分も見受けられ、決して組みやすくはない。しかし、それを凌駕する機種選定、スタイルの再現性、デフォルメのセンスなどで、手を加えることを前提とする上級モデラー以外でも、十分にその世界を楽しむことができる。また、魅力あるボックスアートが使われたエアフィックス初期の製品は、コレクターズアイテムとしての人気も高く、イギリスをはじめ世界各地に多くのコレクターが存在する。
2010年代に入ってからは、旧製品をリメイクする形で多くの完全新金型の製品が発売されている。これらは時代に見合った品質を持ちながら、旧製品とさほど変わらない低価格で販売されており、日本国内でも人気が高い。
1/72スケールシリーズの廉価帯の製品は、初期は箱ではなく、透明ポリ袋やブリスターパックを用いた簡易なパッケージで販売されていた。
1/144スケールでは旅客機や輸送機などの大形機のほか、サターンV型やボストーク、スペースシャトルなどのロケットや宇宙船も製品化されている。
OOミリタリーAFVシリーズ
OO (ダブルオー) は主にイギリスで用いられる鉄道模型の規格で、1フィートを4ミリメートルに縮尺した1/76スケールに相当する。イギリス国内の博物館に現存する実物を参考とした、第二次世界大戦に活躍した戦車・装甲車や、フィギュア・ジオラマセットなど多彩なシリーズを、コレクションに適したOO (1/76) スケールで製品化している。日本の住宅事情にも合ったミニサイズの模型として日本でも人気となり、ミリタリーモデルがブームとなった1970年代には、日東科学、フジミ模型、ハセガワなどの日本メーカーからも追随してミニスケールAFVが発売された。ただし、ハセガワは自社の主力製品である飛行機模型に合わせた1/72スケールを採用し、後にこれがミニスケールAFVの主力スケールとなった。1/76スケールAFVの本家といえるエアフィックスも1990年代以降、既存商品のスケール表示をOO/HOから1/72スケールに変更している。2000年代半ばには実際に1/72スケールの商品も数点発売されたが、ホーンビィによる買収後の2007年より、OOスケールの製品は正しく1/76スケールと表記するよう改められた。
AFVモデルは1/32スケールでも少数の製品が作られ、1970年代後半には旧マックス模型製の1/35スケールのAFVモデルを販売していたこともある。2010年代に入ってからは1/48スケールのAFVモデルも作られるようになった。
1/12、1/24、1/25、1/32、1/43スケール カーモデルシリーズ
1950年代末に発売されたクラシックカーシリーズを始め、初期には1/32スケールが中心だった。1/24スケールでは007シリーズで使用されたアストンマーティン・DB5やトヨタ・2000GTも製品化されている。1/25スケールの製品はMPCからのOEMである。
1/72、1/400、1/600、1/1200スケール 艦船模型シリーズ
艦船模型の主力は1/600スケールで、イギリスの艦船が中心ではあるものの、戦艦・空母から小艦艇、さらに客船に至るまで統一されたスケールで製品化されている。1/400スケールはエレールの金型を使用した製品である。1/600スケールシリーズが一段落した1970年代には、1/72スケールでヴォスパー・魚雷艇やドイツのEボートなどを製品化した。1970年代には、1/1200スケールでビスマルク追撃戦に加わった英独の艦船を製品化している。
また、1950年代後半の最も初期の製品として、小スケールの帆船のキットが6点ほど発売されている。その後、縮尺は統一されていないものの、1/100から1/200スケール程度の比較的大きなサイズで帆船のキットが発売された。
1/76、1/32、1/12スケール フィギュアシリーズ
1/76（OO）スケールで、中世から現代までの様々な時代と国の兵士を中心に、一部民間人や動物、更には宇宙飛行士までも製品化している。ほぼ一体成形で、材質がポリエチレンのため接着や塗装は難しいが、立体感のあるモールドの施されたものが多い。同じ材質で要塞などの構造物や軍用車両なども製品化されており、一部はそれらを組合せたプレイセットの形でも販売されていた。軍用車両は部品点数の少ない簡易なものであるが、同スケールのプラモデルでは発売されていない車種も多く含まれていた。フィギュアはそれまで一般的だった金属製のフィギュアに比べ安価であり、モールドも遜色が無かったため、ジオラマ用やウォー・シミュレーションゲームの駒として人気が高く、他社からも同種のものが発売された。種類は少ないものの1/32スケールでも同種のフィギュアと構造物、軍用車両が発売されている。また、1/32スケールでは通常のポリスチレン製のプラモデルでもミリタリーフィギュアが作られている。1/12スケールでは、イギリス王族やシーザー、ナポレオンなどの歴史上の著名人と宮殿の衛兵などが製品化されている。
動物シリーズ
ワールドライフシリーズとして、実物大で英国産の小鳥のキットを6点ほど発売している。また、恐竜のキットも8点ほど発売している。ティラノサウルスやトリケラトプスは1/35に近い大きさであるが、他の恐竜もほぼ同じ大きさで作られており、縮尺は統一されていない。

### キャラクターモデル

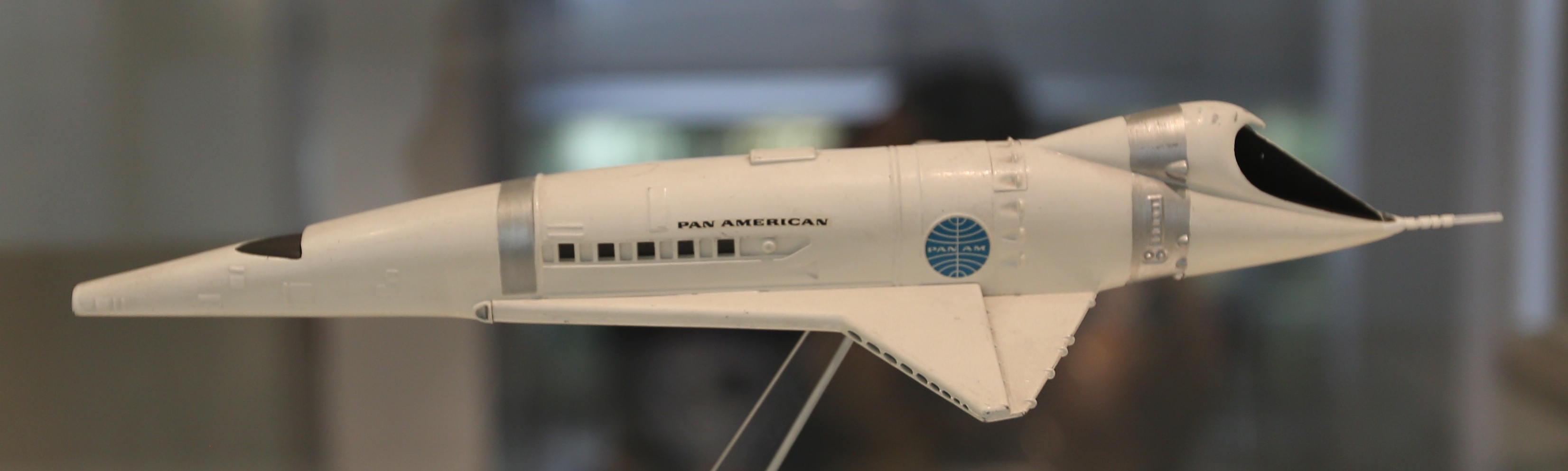
1/144スケール オリオン号

イギリス映画『007は二度死ぬ』に登場したオートジャイロや『2001年宇宙の旅』に登場したオリオン号、ジェリー＆シルヴィア・アンダーソン夫妻制作作品の『スペース1999』や『キャプテンスカーレット』に登場したメカなどが製品化された。またMPCからのOEMによる『スター・ウォーズ』シリーズの製品も販売している。2010年、日本のアニメ『ストラトス・フォー』に登場するTSR.2MSが発売された。

### かつて展開されていた製品
スロットカー
1963年に1/32スケールでスロットカーに参入したが、スケーレックストリックの影に隠れてしまい売り上げは伸びず、後に撤退した。
鉄道模型
1950年代からOOゲージ用の1/76スケールの鉄道車両や建物、フィギュアなどのプラモデルを製品化し、1962年に買収したキットマスター製の1/76スケール鉄道車両キットもエアフィックスブランドで販売していたが、1977年に完成品のOOゲージ鉄道模型に参入した。当初は「GWR (Great Western Railway) 」のブランドを使用し、1979年からは「GMR (Great Model Railways) 」を使用した。
1981年に経営悪化のため撤退し、鉄道模型はPalitoyに引き継がれ、メインラインのブランドで存続された。その後は香港のケーダーを経てバックマンに引き継がれた。一部の製品はダポールに売却され、後にホーンビィへ渡った。一部のプラモデル製品はダポールから発売されている。

## ロゴマーク

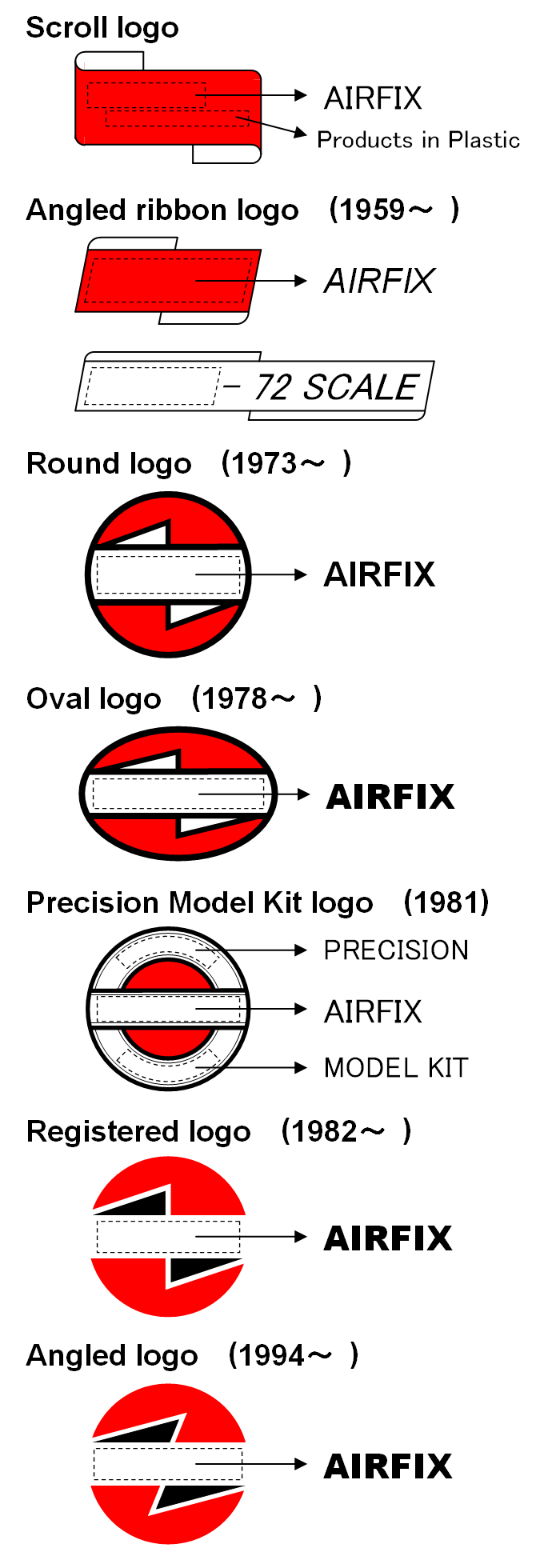
エアフィックスのロゴマークの変遷

エアフィックスはプラモデルの製造に参入して以降、ロゴマークを何度も変更しており、ロゴマークとパッケージのデザインで製品の作られた大まかな時期を知ることが出来る。エアフィックスの使用したロゴマークの主なタイプを以下に示す。
スクロールロゴ（Scroll Logo）
1958年頃まで使用された最も初期のロゴで、広げた巻物状の枠の中に、"AIRFIX"と"Products in Plastic"の文字が赤や青などの地に白抜きで入る。ProductsとPlasticのPは、上部が大きな円状になり、AIRFIXの文字と重なっている。
アングルドリボンロゴ（Angled Ribbon Logo）
1959年から使用されたもので、スクロールロゴに似るが枠の形がシンプルになり、中の文字が"AIRFIX"のみとなる。ベースの色は初期は赤や青、後期は白の場合が多いが、他の色も用いられる。また、"AIRFIX - 72 SCALE"のように、スケール表示まで枠の中に入る場合もある。
丸ロゴ（Round Logo）
1973年から使用されたもので、以降のロゴマークの基本となった。黒縁の付いた赤丸の中央に黒縁の付いた白帯が横に入り、帯の中に"AIRFIX"の文字が黒で入っている。白帯の上下には黒縁付の白の三角形が付き、アングルドリボンロゴの枠を更に単純化したような形となっている。ベースとなる丸の色は赤以外の場合もある。
楕円ロゴ（Oval Logo）
1970年代の終わりから80年代の初めにかけて使用されたもので、丸ロゴをそのまま横に引き伸ばしたような長円形をしている。
プレシジョンモデルロゴ（Precision Model Kit Logo）
1981年から極短期間使用されたもので、丸ロゴの三角形を無くして代わりに上下の外側に円弧状の白帯を設け、その中に"PRECISION"、"MODEL KIT"と記入している。
レジスタードロゴ（Registered Logo）
1982年から使用されたもので、丸ロゴの黒縁を白縁に変更し、三角部分は白縁付の黒の三角形となっている。
アングルドロゴ（Angled Logo）
1994年から使用されたもので、三角部分の形が直角三角形から鈍角三角形に変わっている。立体的な陰影が付けられる場合もある。

## 日本企業との提携
- 永大 - 1969年に提携して航空機モデルなどを輸入し、日本版パッケージで販売。
- トミー - 1976年から1980年にかけて提携。日本版ブリスターパッケージ版やボックス版を販売。
- ツクダホビー - 1988年にAFV関連モデルを輸入し、日本版パッケージで販売。
- GSIクレオス - グンゼ時代の1980年と1988年に航空機モデルなどを輸入し、日本版パッケージで販売。2017年現在、輸入パッケージのままで販売。

### コレクションなど
- かつて販売していた鉄道模型
- ボックスアート
- Airfix Figure List
- Airfix 1/32 scale figures
- The Unofficial Airfix Modellers' Forum
- airfix tribute forum
- The Airfix Collectors Club
- エアフィックス・ボックスアート美術館

### 報道
- “Airfix heads 2,400 years into future”. BBC News (2005年10月4日). 2013年11月15日閲覧。
- “Sticky future for kitmaker Airfix”. BBC News (2006年8月31日). 2013年11月15日閲覧。
- “Airfix made me the man I am”. BBC News (2006年9月1日). 2013年11月15日閲覧。